# Philipp Veit

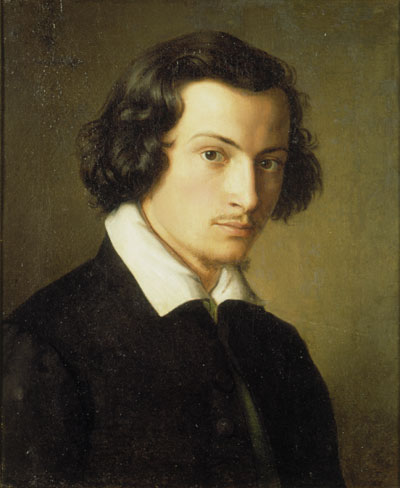
Zelfportret, 1816, Landesmuseum, Mainz

Philipp Veit (Berlijn, 13 februari 1793 – Mainz, 18 december 1877) was een Duitse kunstschilder. Hij behoorde tot de stroming van de Nazareners.

## Leven en werk
Veit was de zoon van een bankier. Zijn moeder was de dochter van de filosoof Moses Mendelssohn. Na de echtscheiding van zijn ouders verhuisde hij met zijn moeder en "stiefvader" Friedrich Schlegel naar achtereenvolgens Jena, Parijs en Keulen. In 1806 keerde hij terug naar zijn vader in Berlijn om zijn school af te maken. In 1808 begon hij een studie aan de Kunstacademie in Dresden.
Tijdens de bevrijdingsoorlogen tegen Napoleon Bonaparte nam hij dienst en raakte bevriend met de schrijvers Joseph von Eichendorff en Friedrich de la Motte-Fouqué. In 1815 trok hij naar Rome, waar hij zich aansloot bij de Nazareners Peter von Cornelius, Friedrich Wilhelm von Schadow en Friedrich Overbeck, met wie hij tussen 1816 en 1819 werkte aan een aantal grote fresco’s over het leven van Jozef in de villa Casa Bartholdy op de Pincio-heuvel. In 1820 maakte hij te Rome het schilderij Christus auf dem Ölberg als onderdeel voor een Christus-cyclus voor de Naumburger Dom. Tussen 1820 en 1822 werkte hij samen met Julius Schnorr von Carolsfeld aan een serie fresco’s naar werk van onder meer Dante, in de Villa Massimo. Zijn naam als Nazarener was met deze werken definitief gevestigd.
Eind jaren twintig ging Veit terug naar Duitsland, naar Frankfurt am Main, waar hij tussen 1830 en 1843 directeur was van het Städel Museum en docent aan de plaatselijke academie. Voor het Städel maakte hij ook zijn bekende fresco The Introduction of Christianity into Germany by St Boniface. Van 1853 tot 1877 was Veit directeur van het gemeentelijk museum in Mainz, waar hij ook veel muurschilderingen en schilderwerken maakte voor de plaatselijke Dom.
Als kunstenaar wordt Veit door critici vaak meer als begaafd tekenaar gezien dan als getalenteerd kunstschilder: veel van zijn schilderijen hebben ook iets van ingekleurde tekeningen. Naast zijn Italiaanse fresco’s gelden als zijn bekendste werken, vooral het allegorische tweeluik Germania en Italia. Veit was ook een veelgevraagd portretschilder.
Veit bleef zijn hele leven streng gelovig katholiek. Hij overleed in 1877, op 84-jarige leeftijd.

## Galerij

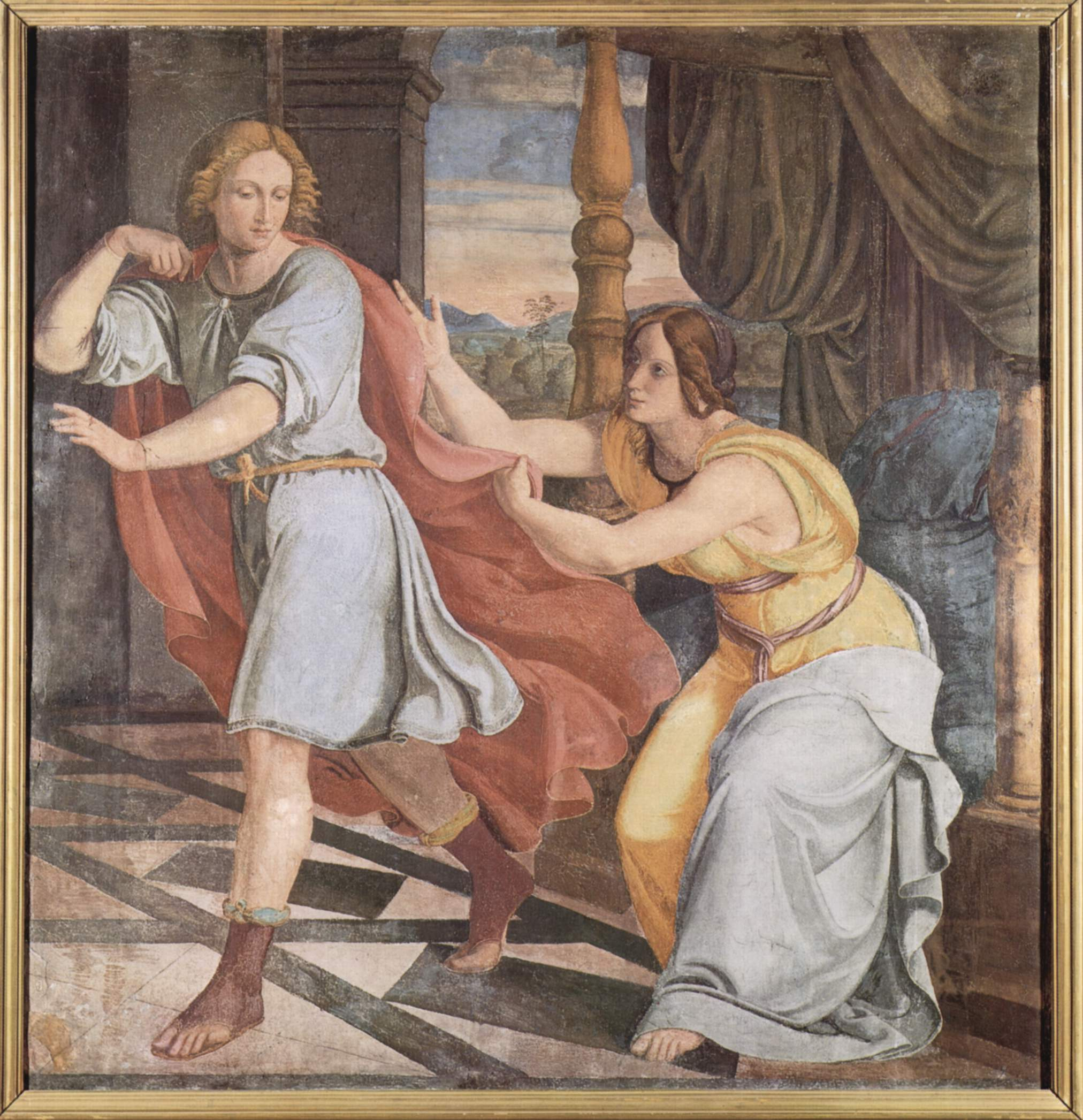
Jozef en de vrouw van Potifar, fresco Casa Bartholdy, 1816-1817
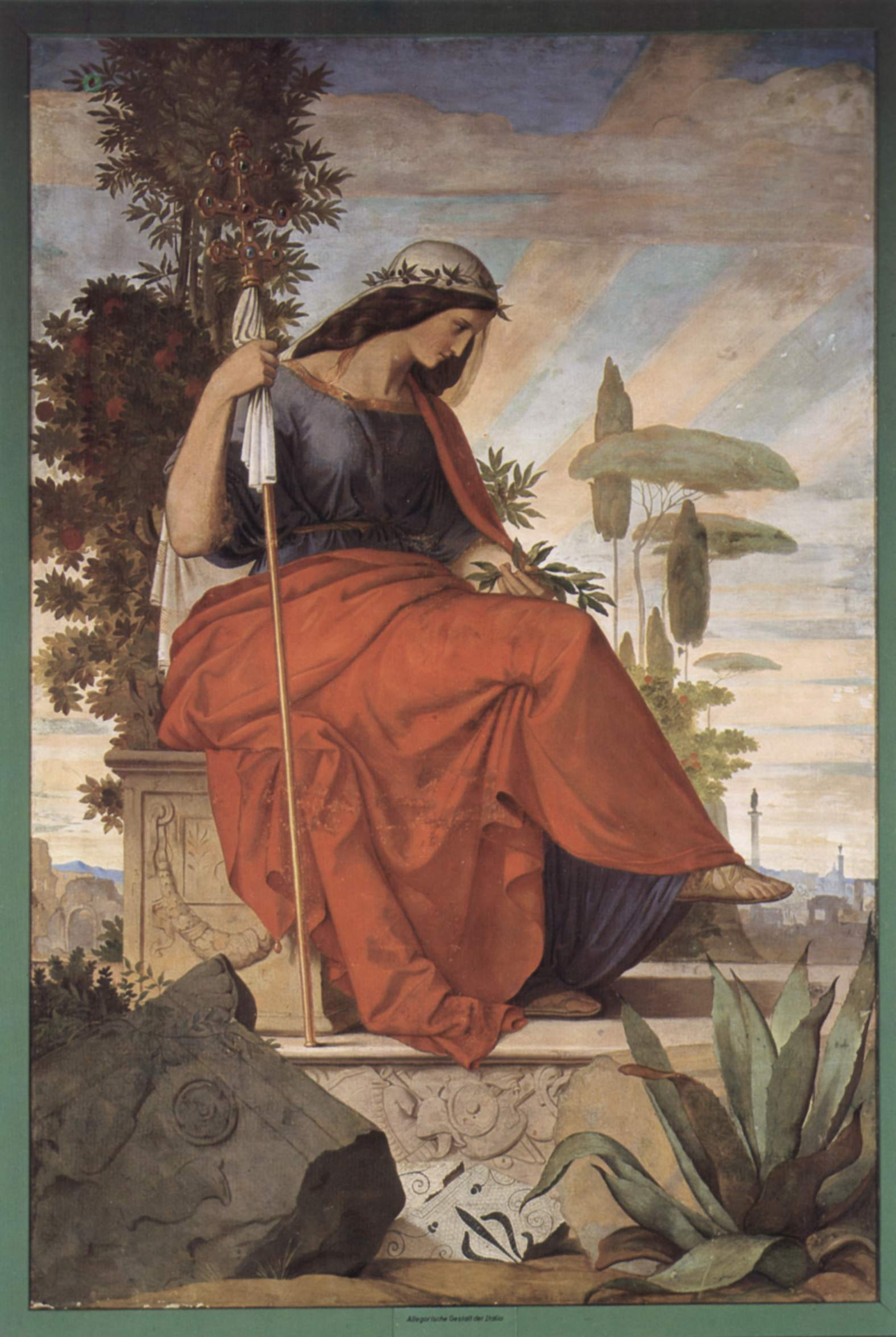
Italia, 1834-1836, Städel Museum, Frankfurt am Main
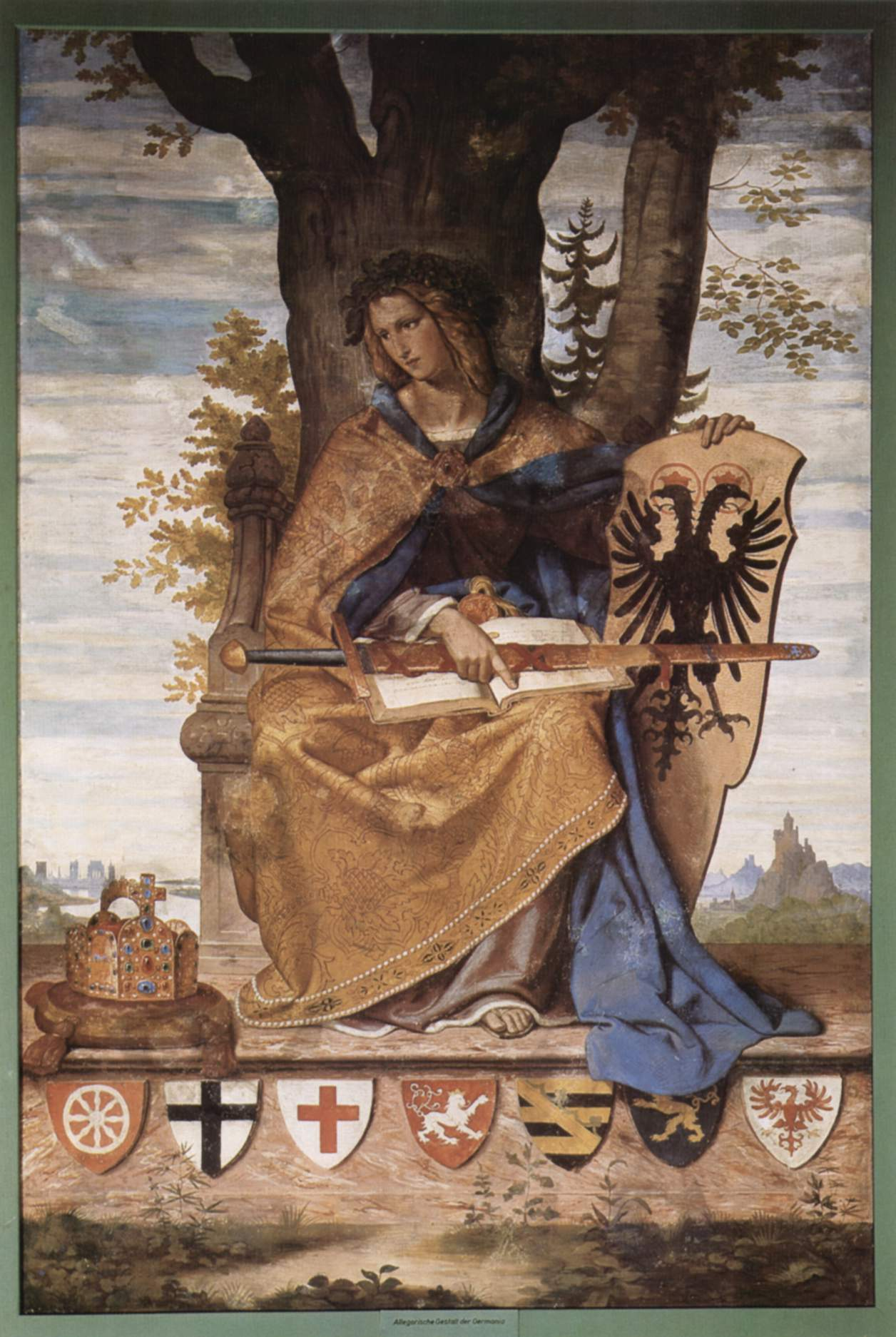
Germania, 1834-1836, Städel Museum, Frankfurt am Main
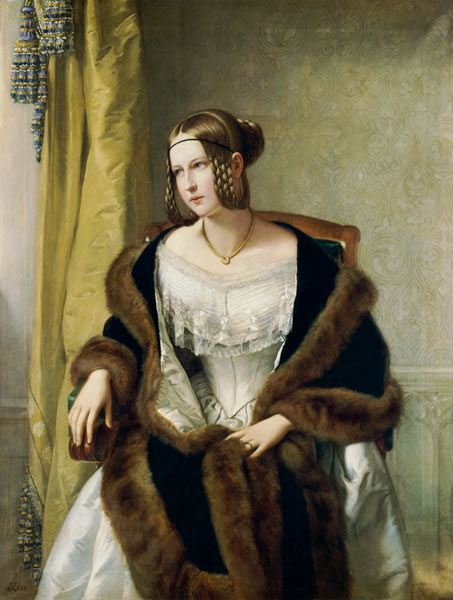
Portret van de Freifrau von Bernus, 1838, Städel Museum, Frankfurt am Main